# Cymatioa bibsae
Cymatioa bibsae is een tweekleppigensoort uit de familie van de Galeommatidae. De wetenschappelijke naam van de soort is voor het eerst geldig gepubliceerd in 1969 door Nowell-Usticke.